# Marina de Escobar
Marina de Escobar Montaña (8. února 1554 Valladolid – 9. června 1633 tamtéž) byla španělská mystička a zakladatelka španělské větve Brigitinek.

## Život
Narodila se 8. února 1554 ve Valladolidu jako dcera právníka a profesora Diega de Escobar a  Margaret Montañy. Od jednoho roku do devíti let žila u své babičky. Poté, co se vrátila k rodičům, ji otec kritizoval za péči o svůj vzhled a za nedostatečnou askezi. Přibližně v této době se Marina spřátelila s jinou mladou dívkou, která ji odvedla od zbožného života, který pěstovala její rodina. Od čtrnácti let trpěla Marina těžkou nemocí, o které někteří moderní životopisci naznačují, že mohla být schizofrenie. Trpěla depresemi a disociací a také častými vizemi.
Marina opakovaně projevovala zájem o vstup do řeholního řádu, a to již v roce 1568, kdy se setkala s Terezií z Avily. Terezie Marině bránila ve vstupu do jednoho z jejích bosých karmelitánských klášterů. Roku 1604 hovořila s Maríi Manzanedo Maldonado, které svěřila touhou vstoupit do augustiniánského řádu, ale překážkou se stal její zdravotní stav.
Ve vidění z roku 1621 Marina uvedla, že se jí zjevil Ignác z Loyoly, který jí řekl, že ji přijal za členku Tovaryšstva Ježíšova a oblékl ji do řádového hábitu.
Složila soukromý slib čistoty a většinu života strávila ve svém domě ve Valladolidu. Tam kolem sebe shromáždila okruh přátel a následovníků, včetně další místní mystičky Luisy Carvajal y Mendoza. Stala se všeobecně známou jako svatá žena a dopisovala si s velkým počtem lidí po celém Španělsku.
Roku 1603 byla po nehodě upoutána na lůžko. Postupně shromáždila skupinu asi dvaceti žen, které se zabývaly výrobou oděvů pro chudé a učením mladších dívek. Roku 1615 se jí údajně zjevila svatá Brigita Švédská, která jí nařídila založit španělskou větev Brigitinek, kterou nazvala Rekoletky. Marina pro svůj klášter připravila upravenou řeholi, kterou schválil Urban VIII. Ačkoli zemřela před dokončením tohoto projektu, po její smrti v něm pokračovala Mariana de San José a klášter byl otevřen v roce 1637.
Zemřela 9. června 1633. Během života se jí zjevilo mnoho světců např. Panna Marie, Gertruda Veliká, Matylda z Ringelheimu, Bernard z Clairvaux, Dominik de Guzmán či František z Assisi.

## Proces svatořečení
Proces byl zahájen 29. prosince 1681 ve valladolidské arcidiecézi.